# Kamen-na-Obi
Kamen-na-Obi (russisk: Ка́мень-на-Оби́) er en by i Altaj kraj i Rusland. Den ligger på den venstre bred af floden Ob, omkring 170 km nordvest for Barnaul. Den har et indbyggertal på 32.385 (2021) indbyggere.
Bosætningen blev grundlagt i 1751. Bystatus blev bevilget i 1915. 
De vigtigste virksomheder i byen er næringsmiddelindustri og produktion af teglsten og møbler.